# Вулиця Флоренції (Київ)
Ву́лиця Флоре́нції — вулиця в Дніпровському районі міста Києва, житловий масив Лівобережний (історична назва місцевості — Микільська слобідка). Пролягає від вулиці Раїси Окіпної до вулиць Ованеса Туманяна і Бориса Матроса.
Вулиця проходить вздовж Русанівського каналу. Прилучаються пішохідний міст до вулиці Ентузіастів і бульвару Ігоря Шамо.

## Історія
Вулиця виникла в 2-й половині 60-х років XX століття під назвою Нова. Сучасна назва на честь італійського міста Флоренції, побратима Києва — з 1969 року.

## Будівлі
Медичні заклади:
- Міська клінічна лікарня № 1 відділення профмедоглядів (буд. № 12-а).

Релігійні громади:
- Церква-каплиця св. Духа УПЦ Київського Патріархату на перетині з вул. Ованеса Туманяна (буд. № 11).

## Меморіальні та анотаційні дошки
| Зображення | Кому присвячено                        | Адреса            | Дата встановлення |
|            | в честь побратимства Києва і Флоренції | вул. Флоренції, 9 |                   |